# Нелюбовский сельский совет (Диканьский район)
Нелюбовский сельский совет (укр. Нелюбівська сільська рада) — входит в состав
Диканьского района
Полтавской области
Украины.
Административный центр сельского совета находится в 
с. Нелюбовка.

## История
- 1993 — дата образования.

## Населённые пункты совета
- с. Нелюбовка
- с. Андренки
- с. Дейнековка
- с. Сивцы